# Tityus raquelae
Espèce
Tityus raquelae est une espèce de scorpions de la famille des Buthidae.

## Distribution
Cette espèce est endémique de l'État d'Amazonas au Brésil. Elle se rencontre entre Manaus et Itacoatiara.

## Description
La femelle holotype mesure 56,4 mm.

## Étymologie
Cette espèce est nommée en l'honneur de Raquel Telles de Moreira Sampaio.

## Publication originale
- Lourenço, 1988 : « Synopsis de la faune scorpionique de la région de Manaus, État d'Amazonas, Brésil, avec description de deux nouvelles espèces. » Amazoniana, vol. 10, no 3, p. 327-337 (texte intégral).